# Schiehallion
Schiehallion – szczyt w paśmie Glen Lyon, w Grampianach Centralnych. Leży w Szkocji, w regionie Perth and Kinross. Jest to najwyższy szczyt pasma Glen Lyon.